# آيت جابر (اغبالة)
آيت جابر هي إحدى مشيخات المملكة المغربية، تتبع جغرافيا لإقليم بني ملال وإداريًا لاغبالة. يقدر عدد سكانها بـ 457 نسمة حسب الإحصاء الرسمي للسكان والسكنى لسنة 2004.